# Royal Festival Hall
Royal Festival Hall é uma sala de concerto de 2 900 lugares, localizada no Southbank Centre em Londres, Inglaterra. Ela está situada no South Bank do Rio Tâmisa, próximo da ponte Hungerford Bridge. A London Philharmonic Orchestra executa a maioria dos seus concertos em Londres neste salão, que faz parte do Southbank Centre.
A sala foi construída como parte do Festival da Grã-Bretanha por Holland, Hannen & Cubitts para o Conselho do Condado de Londres, foi inaugurado oficialmente em 3 de Maio de 1951. Quando o Conselho da Grande Londres foi abolido em 1986, o espaço foi assumido pelo Conselho das Artes. 
Desde a década de 1980 o salão tem operado uma "política de espaço aberto", a abertura dos espaços de entrada substancial ao público durante todo o dia, mesmo se não houver espetáculos. Esta revelou-se muito popular e seus vestíbulos são um dos melhores espaços públicos utilizados em Londres.
Todos os anos o Southbank Centre realiza o festival conhecido como Meltdown. Este ano o festival será realizado no Royal Festival Hall e no Queen Elizabeth Hall.